# ياسر الدويك
ياسر ياسين الدويك (15 نوفيمبر 1940 - 26 ديسمبر 2024)، هو أحد أبرز الفنَّانين التشكيليين في الأردن، وأحد المساهمين في نشر وتأسيس الفن التشكيلي والجرافيك في الأردن، كما أنّه أحد المؤسسين لرابطة التشكيليين الأردنيين، حصل على جائزة الدَّولة التقديريّة في الفنّ التشكيلي في الأردن عام 1978، تنوّعت خبرته في الرسم والتصوير، والحفر والطباعة، والخزف، وأعمال المينا. أقام أكثر من 13 معرضًا فرديًّا وشارك في الكثير من المعارض الدوليّة، يعمل حاليًا أستاذًا للجرافيك في كلية الفنون والتصميم بالجامعة الأردنية.

## حياته
وُلد ياسر الدويك في مدينة الخليل في فلسطين يوم 15 نوفمبر 1940، وانتقل صغيرًا للعيش في مدينة القدس، أنهى التعليم الثانوي فيها عام 1958، ثم تعلّم في قرية العروب قرب الخليل، وتخرج فيها عام 1961. عمل معلّمًا في مدينة بيت لحم لعام 1962 لينتقل بعدها للعيش في مدينة عمان في الأردن، حيث عمل في قسم الوسائل التعليمية في وزارة التربية والتعليم في عمّان.
رحل بعدها إلى بغداد في العراق ليكمل دراسته، فأنهى شهادة البكالوريوس في الفنون الجميلة من أكاديمية الفنون الجميلة عام 1968، وعاد إلى الأردن ليعمل مدرسًا في كلية حوارة في إربد من عام 1968 إلى 1971. ثم سافر بعدها إلى بريطانيا حيث درس فن الجرافيك، فأنهى شهادة الدبلوم في الرسم والتصميم من جامعة برايتون عام 1973، وعاد بعدها إلى عمّان ليعمل فيها موجّهًا تربويًا في وزارة التربية والتعليم في عمّان حتى عام 1985. لينتقل بعدها لدولة الإمارات ويعمل موجهًا تربويًا فيها لعام 2002. ومنذ ذلك الوقت ولليوم فإنّه يعمل أستاذًا للجرافيك في كلية الفنون والتصميم بالجامعة الأردنية.

## وفاته
توفي يوم الخميس 26 ديسمبر 2024، عن عمر يناهز 84 عاماً.

## إنجازات
من إنجازاته:
- عضو مؤسس لرابطة التشكيليين الأردنيين.
- عضو جمعية الإمارات للفنون التشكيلية.
- رئيس رابطة التشكيليين الأردنيين منذ عام 1980 إلى 1985.
- عضو الأمانة العامة لاتحاد التشكيليين العرب.
- أقام نحو 15 معرضًا فرديًّا وشارك في العديد من المعارض الدوليّة.
- أقام أوّل معرض لفن الجرافيك في الإمارات.[7]
- حصل على جائزة بينالي الإسكندرية عام 1976.
- حصل على جائزة الدولة التقديرية في الفن التشكيلي في الأردن عام 1978.